# Cory Wong
Cory Wong, nacido en 1985 es un guitarrista, bajista, compositor y productor estadounidense que reside en Minneapolis, Minnesota. Ha publicado muchas obras como solista y en colaboración con otros músicos. Sus estilos musicales abarcan varios géneros, entre ellos el jazz, el rock y el funk principalmente. 

## Sus primeros años
Cory Wong, de ascendencia mixta chino-estadounidense, nació Poughkeepsie, Nueva York, aunque se crio en Minneapolis, Minnesota.  Comenzó a estudiar piano a los nueve años, también estudió guitarra y bajo. Sus primeros instrumentos [cita requerida]fueron un Fender Jazz Bass, una guitarra Gretsch y una Fender Stratocaster.   

## Carrera profesional
Wong estudió en la Universidad de Minnesota y en McNally Smith College of Music. A los 20 años decidió dedicarse profesionalmente a la música.  
A fines de la década de 2000, Wong se centró en la música jazz actuando en clubes de jazz de Minneapolis-Saint Paul. Grabó dos discos con conjuntos de jazz, Even Uneven en 2008 y Quartet/Quintet en 2012. Participó actuando de manera regular en la escena musical de Nashville como músico de sesión y guitarrista, continuó haciendo giras con Ben Rector y tocando con una gran variedad de artistas, incluidos Bryan White, Brandon Heath y Dave Barnes. 
Durante un período de seis meses, en 2013, actuó con varios veteranos de la escena musical R&B-pop-funk de la ciudad, incluidos los miembros de la banda de Prince como Michael Bland y el bajista Sonny T.  
En 2013, Cory Wong conoció a los miembros de la banda Vulfpeck. Grabó una jam con el grupo que sería regrabada y lanzada como "Cory Wong". En 2016, comenzó a grabar y hacer giras con la banda. Ha participado en todos los álbumes de Vulfpeck desde entonces y ha estado de gira con la banda.   
En 2016, Wong lanzó un EP de seis pistas como artista principal y en 2017, lanzó su álbum debut en solitario, Cory Wong and The Green Screen Band.
Wong ha actuado con Dave Koz, Metropole Orkest, Stay Human. Ha realizado giras por los Estados Unidos y Europa como Cory Wong en solitario y con Vulfpeck. Uno de sus álbumes, Meditations con Jon Batiste, fue nominado al Grammy
En 2020 a 2022, en ausencia de giras por la pandemia de coronavirus, Wong lanzó varios álbumes en solitario y en colaboración. Presentó un podcast de música para la revista Premier Guitar y produjo un programa de variedades. En 2021, la compañía Fender lanzó el modelo de guitarra Stratocaster exclusivo de Cory Wong que incorpora las preferencias de diseño de Wong.

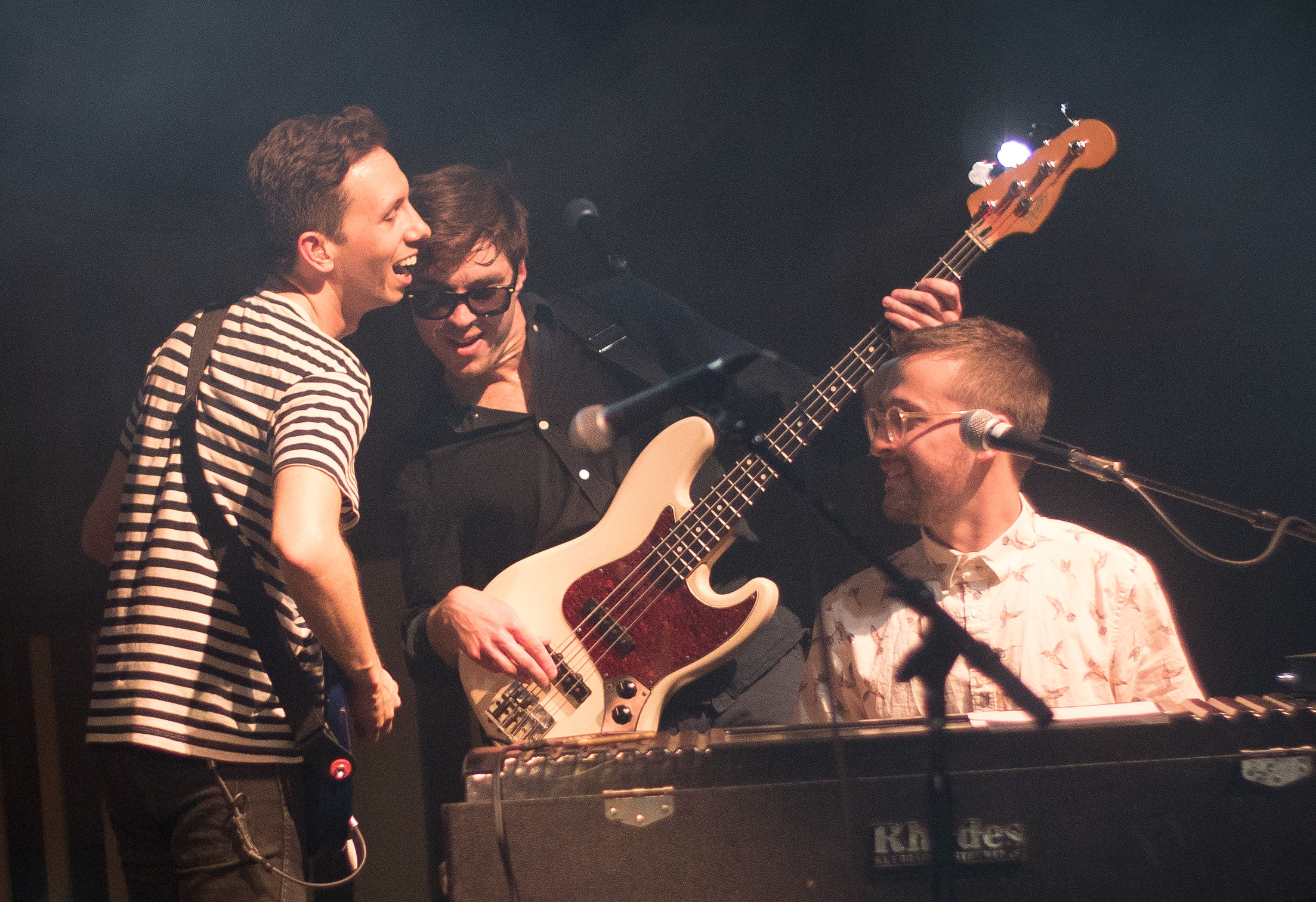
Cory Wong en 2017 con Vulfpeck

## Equipo
El equipo principal de Wong incluye lo siguiente, Guitarra: Fender Highway One Stratocaster con pastillas Seymour Duncan Antiquity, Amplificadores: Fender '65 Super Reverb reedición y Kemper Profiler. Accesorios: Compresor Wampler Ego, accionamiento limpio Vertex Steel String y Strymon Big Sky.  

## Discografía
Álbumes de estudio en solitario
- Quartet/Quintet (2012)
- Cory Wong and The Green Screen Band (2017)
- The Optimist (2018)
- Motivational Music for the Syncopated Soul (2019)
- Elevator Music for an Elevated Mood (2020)
- Trail Songs: Dusk (2020)
- Trail Songs (Dawn) (2020)
- The Striped Album (2020)
- Cory and The Wongnotes (2021)
- Wong's Cafe (2022)
- Power Station (2022)

Cuarteto Cory Wong
- Even, Uneven (2008)

The Fearless Flyers
- Los voladores sin miedo (2018)
- The Fearless Flyers (2018)
- The Fearless Flyers II (2019)
- Tailwinds (2020)
- The Fearless Flyers III (2022)

con Jon Batiste
- Meditations (2020)

con Dave Koz
- The Golden Hour (2021)

con Dirty Loops
- Turbo (2021)

con Vaundy
- Todome no Ichigeki (2023)

## Premios y nominaciones
| Año  | obra nominada                | Premio        | Categoría                   | Resultado |
| ---- | ---------------------------- | ------------- | --------------------------- | --------- |
| 2021 | Meditaciones con Jon Batiste | premio Grammy | Mejor álbum de la nueva era | Nominado  |